# Caducifoli

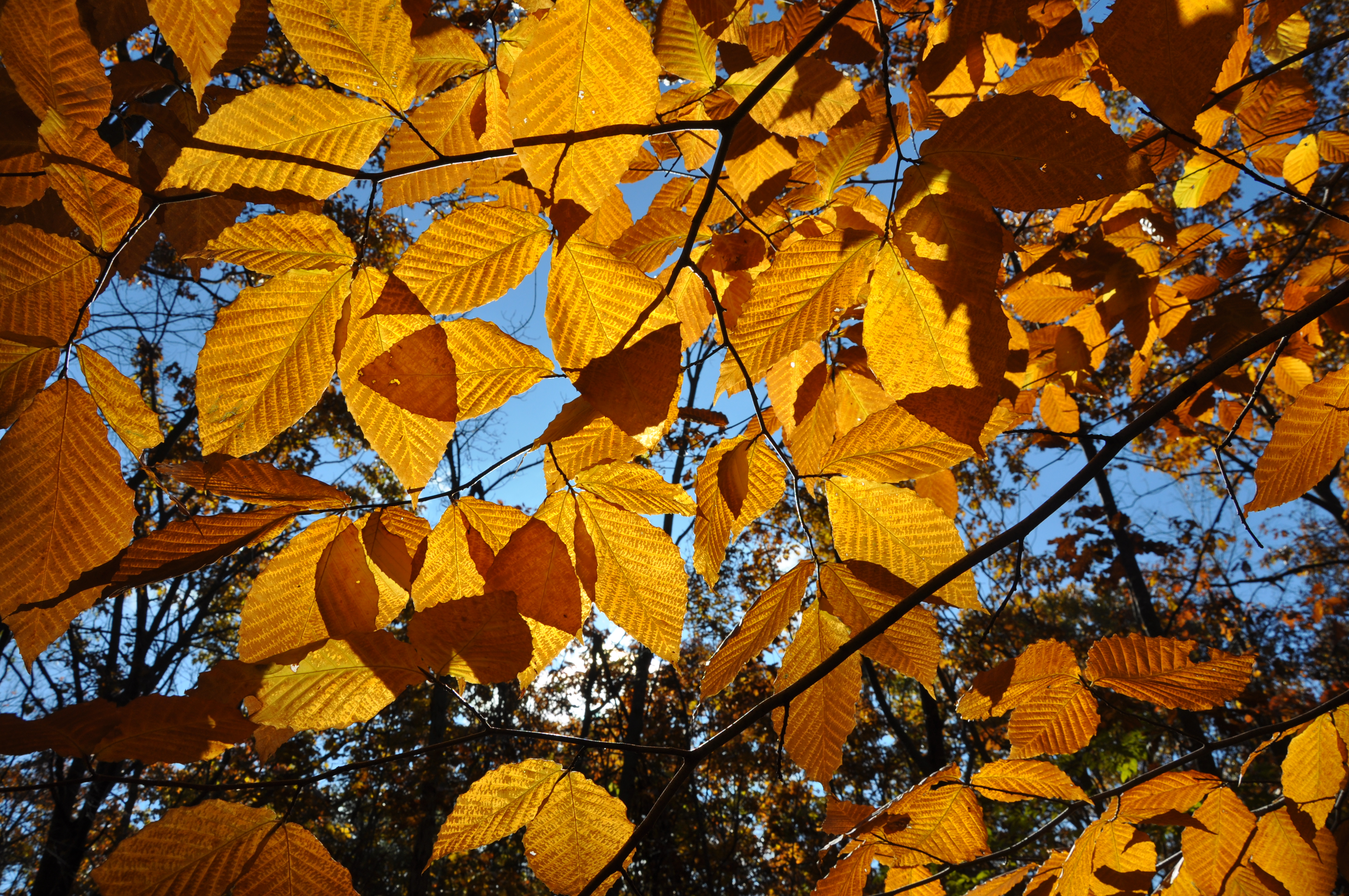
Fulles de Fagus grandifolia a la tardor

Es diu caducifòlia o decídua, en botànica, la planta que perd les fulles durant una part de l'any. En la majoria de casos la pèrdua coincideix amb la temperatura hivernal, però en els climes àrids també perden les fulles algunes plantes. Les plantes que no són caducifòlies s'anomenen perennifòlies i les intermèdies es poden anomenar semicaducifòlies les quals perden el fullatge vell quan comença el nou creixement. Altres plantes són semiperennifòlies i perden les sefes fulles abans que comenci la nova estació de creixement, retenint-ne algunes durant l'hivern o els períodes secs. Alguns arbres, incloent-hi algunes poques espècies de roures (com el roure martinenc) tenen fulles assecades que romanen a l'arbre al llarg de tot l'hivern; són fulles persistents seques que s'anomenem marcescents les quals cauen a la primavera quan comença el nou creixement.
Els caducifolis inclouen alguns arbres i arbusts, i totes aquelles plantes que perden totes les seves fulles en una part de l'any. Aquest procés s'anomena abcissió. En alguns casos la pèrdua de les fulles coincideix amb l'hivern (en climes temperats o polars). En altres parts del món incloent les regions tropicals, subtropicals i les regions àrides, les plantes perden les seves fulles durant l'estació seca o altres estacions depenent de les variacions en la pluviometria.

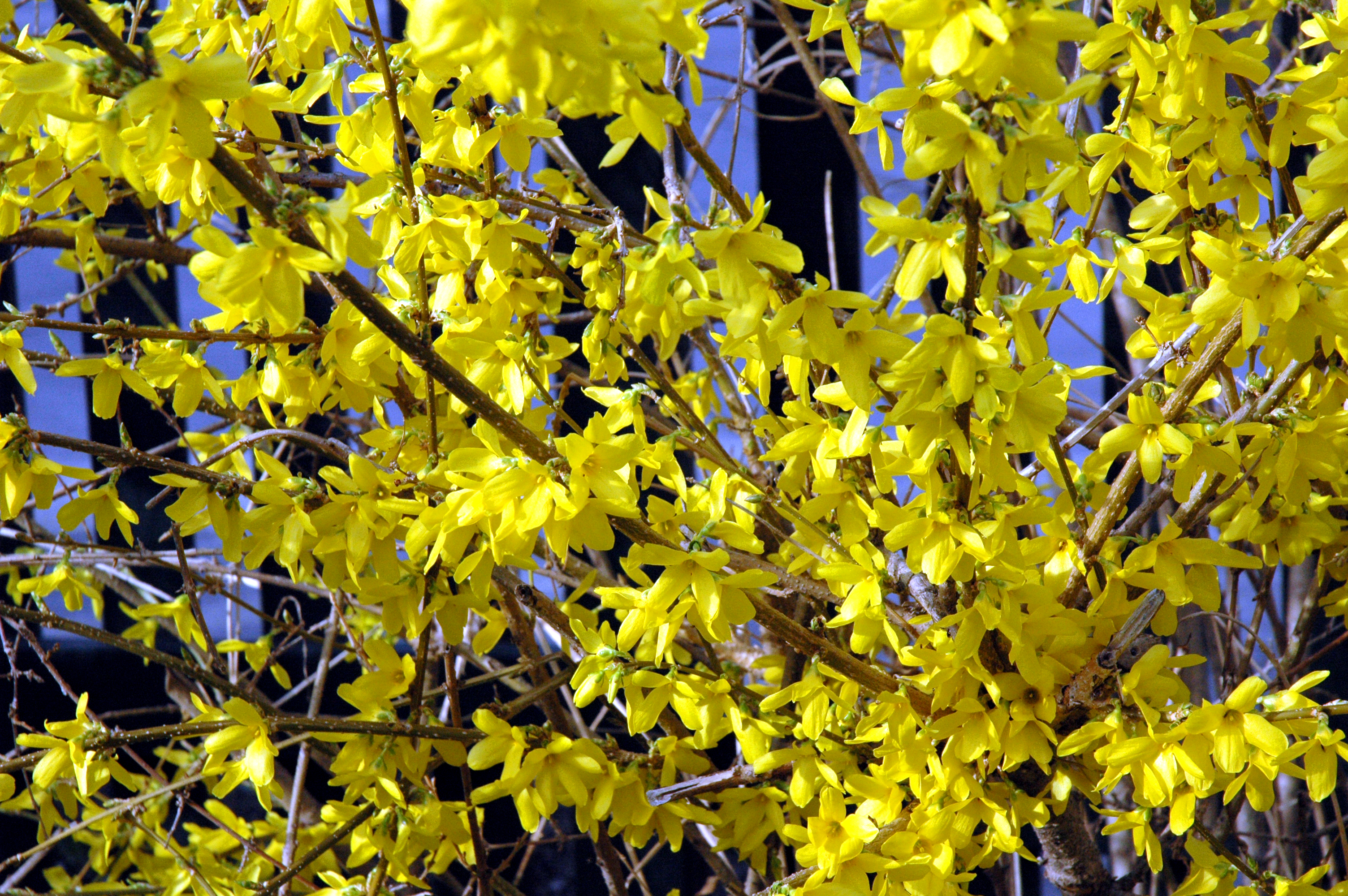
Les flors de Forsythia apareixen abans que les fulles

Moltes plantes caducifòlies floreixen durant el període que estan sense fulles i així incrementen l'efectivitat de la pol·linització encara que hi ha riscos com els de la gelada.
La caiguda de la fulla o abcissió implica senyals fisiològics complexos i canvis dins les plantes, així la fotosíntesi abaixa el subministrament de clorofil·la en les fulles, i de pigments fent que apareguin altres pigments en la fulla que fan que aquesta deixi de ser verda. Aquests altres pigments inclouen els carotenoides que són groc, marrons o taronja. Els pigments antocians produeixen colors vermells i porpra, però no sempre són presents a les fulles. Les parts del món que mostren colors brillants a la tardor estan limitats a llocs on els dies esdevenen curts i les nits són fresques. En altres parts del món les fulles simplement cauen sense tornar-se de colors brillants que produeixen l'acumulació d'antocians.

## Funció

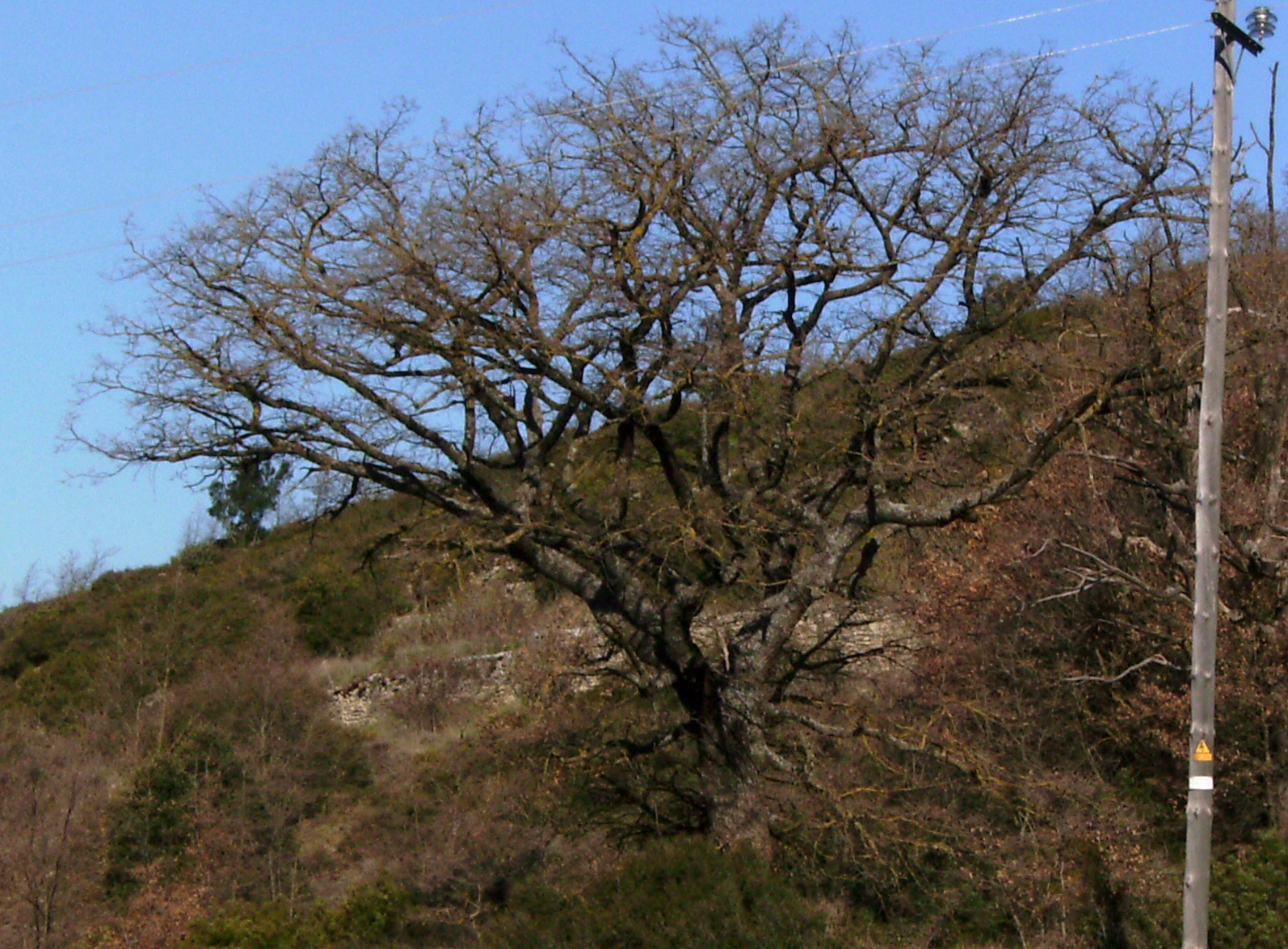
Roure sense cap fulla a l'inici de la primavera

Les plantes caducifòlies tenen avantatges i inconvenients comparades amb les plantes perennifòlies. En perdre les fulles durant l'estació desfavorable després n'han de fer de noves i en això utilitzen recursos que no els cal gastar als perennifolis. Els insectes es poden menjar les fulles a l'hivern i, en el cas dels perennifolis repara-les o mantenir-les pot arribar a ser tan costós com fer-ne de noves. Treure les fulles també pot reduir la cavitació vascular la qual pot danyar el xilema de les plantes. Això aleshores permet les plantes caducifòlies tenir xilemes amb diàmetres més grossos i, per tant, una major taxa de transpiració (i per tant de capatació de diòxid de carboni com passa quan els estomes estan oberts) durant el període estival.

## Regions
Hi ha dues regions diferenciades de boscos caducifolis al món:

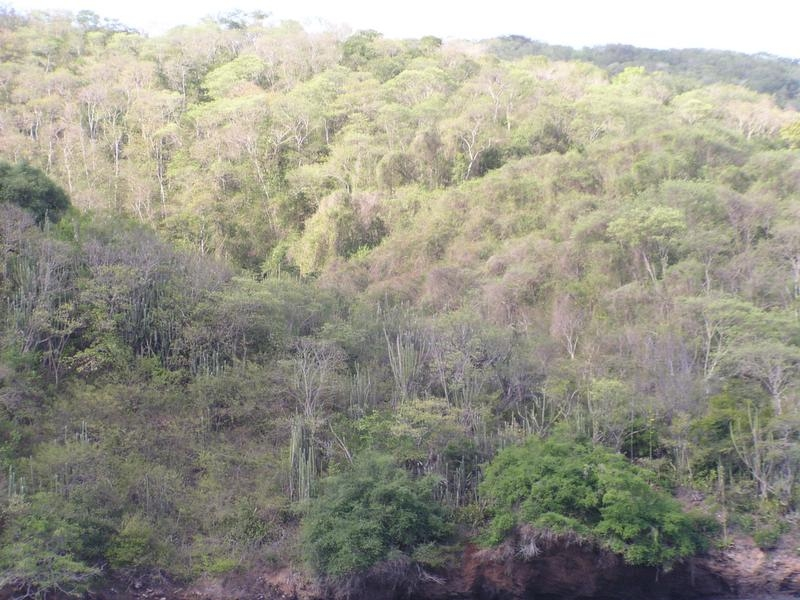
Bosc caducifoli en l'estació seca

- Biomes de boscos caducifolis temperatson hi ha una gran variació estacional en la temperatura.

- Biomes de boscos caducifolis tropicals i subtropicals desenvolupats per la variació estacional d'humitat.[7]

## Decidu
Decidu significa "que cau a la maduresa" o "que tendeix a caure", i típicament es refereix a arbres i arbusts que perden les seves fulles estacionalment i a la caiguada d'altres estructures com els pètals després de l'antesi (florida) o dels fruits quan maduren. En un sentit més general decidu significa la pèrdua d'una part que ja no es necessitarà més o que cau quan la seva finalitat ha acabat. En les plantes és el resultat de processos naturals. Decidu té un significat similar quan es refereix a parts animals com les banyes decídues d'un cérvol també es parla de les dents de llet dels infants com dents decídues.